# Асад, Мухаммад
Мухаммад Асад (при рождении Леопольд Вайс, нем. Leopold Weiss; 2 июля 1900, Лемберг (Львов), Австро-Венгрия — 23 февраля 1992, Гранада, Испания) — австрийско-немецкий журналист, исламский писатель и мыслитель, дипломат, представитель Пакистана в ООН. Сын львовского адвоката еврейского происхождения, внук черновицкого раввина, после принятия в Германии ислама принял имя Мухаммад Асад.

## Биография
Леопольд Вайс родился в 1900 году во Львове в семье известного адвоката Карла Вайса. Мама мальчика была родом из еврейской банкирской семьи Менахема Менделя Фейгенбаума. Они жили в доме по улице Пекарской, 31. Не менее влиятельным человеком был дед Леопольда — раввин Акива Вайс из Черновцов.
В 13-летнем возрасте Леопольд свободно ориентировался в Танахе, разбирал сложные моменты из Мишны и Гемары. Вместе с отцом он часто посещал Вену и Берлин, путешествует в Альпах, бывает на Северном и Балтийском морях.
После Первой мировой войны семья Вайсов переехала в Вену. Леопольд поступает на отделение истории искусств Венского университета, но затем покинул родительский дом и уехал в Берлин, чтобы стать журналистом. Некоторое время он работал ассистентом известного кинорежиссёра Мурнау, после чего перешел на работу в одно из берлинских информационных агентств.
В жизни Вайса поворотным моментом явилась встреча с женой Горького Екатериной Павловной Пешковой, которая приехала в Берлин инкогнито — для сбора средств в пользу голодавшего Поволжья. Вайс вызвал у неё доверие столь сильное, что Пешкова, нарочно или случайно, рассказала ему о действительных масштабах бедствия — и этим открыла дорогу к славе. Для молодого журналиста это была судьбоносная удача. Статья Вайса произвела впечатление разорвавшейся бомбы. После её публикации сразу несколько крупнейших берлинских газет предложили ему сотрудничество.
Будущее молодого человека казалось обеспеченным — и Вайс не замедлил распорядиться своим успехом. Прежде всего, он принял предложение газеты «Франкфуртер-цайтунг» и, в качестве её корреспондента, заручившись сверх того приглашением своего дяди, психиатра одной из иерусалимских больниц и известного фрейдиста, отправился на Ближний Восток — за новой славой. Его палестинские репортажи привлекли к нему большое внимание и укрепили репутацию Вайса. Позже они вышли отдельным изданием.
Весной 1922 года Вайс получил письмо из Иерусалима от своего дяди Дориана Фейгенбаума, врача местной психиатрической клиники, с предложением приехать к нему в гости и некоторое время пожить в городе. На Леопольда большое впечатление произвела экзотика Иерусалима, однако самые искренние симпатии у него вызвали не столько евреи-единоверцы, сколько арабы-мусульмане. Благодаря своему другу Якобу Исраэлю де Хаану, человеку похожих взглядов и профессии, с которым Вайс познакомился в Иерусалиме, он в 1923 совершил поездку в Иорданию, где познакомился с эмиром Абдаллой, затем посетил Сирию, где глубже познакомился с арабским бытом. Вернувшись в Берлин, он женился на художнице, которая была на 15 лет старше его, и вместе с ней и её сыном от прежнего брака в 1926 году перешел в ислам, изменив имя.
Его жена умерла во время их совместного хаджа в Мекку в 1927 году. В Мекке Асад завел знакомства среди влиятельных мусульман, благодаря которым через некоторое время женился на дочери одного из местных шейхов, при этом отослал сына первой жены обратно в Берлин. Асад публиковал в европейских газетах статьи проарабской направленности.
После нескольких лет жизни в Саудовской Аравии при дворе короля Абдель Азиза в 1932 году Асад уехал в Британскую Индию, где присоединился к борьбе мусульман за независимость Пакистана и становится близким сподвижником идеологических отцов Пакистана Мухаммеда Икбаля и Мухаммада Али Джинны. Ассад также содействовал выпуску первых газет на языке урду.
В 1939 году Асада как гражданина Германии интернировали британские власти и он пробыл в заключении до 1945 года. Отец, мачеха и сестра Асада погибли во время Холокоста.
После образования Пакистана в 1947 году Асад был назначен главой Департамента исламского возрождения и разрабатывал проект конституции страны. В 1951 году пакистанское правительство назначило его своим представителем в ООН, где он резко выступал против Израиля и сионизма, но, тем не менее, тайно встречался с представителями Израиля.
В Нью-Йорке он познакомился с молодой девушкой из польской семьи, которая вскоре приняла ислам и вышла за него замуж, а прежнюю жену Ассад отослал к отцу.  Не дожидаясь снятия с должности, сам ушёл в отставку.
В Нью-Йорке Асад написал книгу воспоминаний «Путь в Мекку» (1954), имевшую большой успех и переведенную на несколько языков. Кроме того, он сделал один из лучших комментированных переводов Корана на английский язык, написал труд по государственным аспектам шариата и ряд других работ (его книга «Принципы государства и
правления в исламе» появилась в начале 60-х годов). Он был профессором университета Аль-Азхар в Каире.
Около девятнадцати лет Асад прожил в Танжере, затем после начала ирано-иракской войны перебрался в Лиссабон, последние годы жизни провёл в Испании. Критиковал исламистские режимы в Иране и Саудовской Аравии.
Сын - Талал Асад, британо-американский антрополог. Высказывался: "В любом случае, мой отец был прав — нельзя исходить из представления о том, что истина обязательно исходит с Запада, что все, что создал Запад, является стандартом для индивидуальной и коллективной жизни в остальном мире".
Именем Мухаммада Асада назван исламский центр во Львове, открытый 5 июня 2015 года.